# Batalla de Odžak
La batalla de Odžak fue la última batalla de la Segunda Guerra Mundial librada en el continente europeo. La batalla comenzó el 19 de abril de 1945 y duró hasta el 25 de mayo de 1945, 17 días después del fin de la guerra en Europa. Los combatientes fueron las Fuerzas Armadas del Estado Independiente de Croacia (NDH), comandadas por Petar Rajković, y el Ejército Popular Yugoslavo, comandado por Miloš Zekić. La batalla tuvo lugar en los alrededores de la ciudad de Odžak, actualmente localizada en Bosnia y Herzegovina, y culminó en victoria partisana yugoslava
La batalla se describe minuciosamente en varios libros, como por ejemplo en un libro de 1969 dedicado a la 53.ª División yugoslava, un libro de 1981 sobre la 16.ª Brigada Musulmana, un libro de 1983 sobre la 27.ª División de Bosnia Oriental y un libro de 1983 sobre la 14.ª Brigada de Bosnia Central.

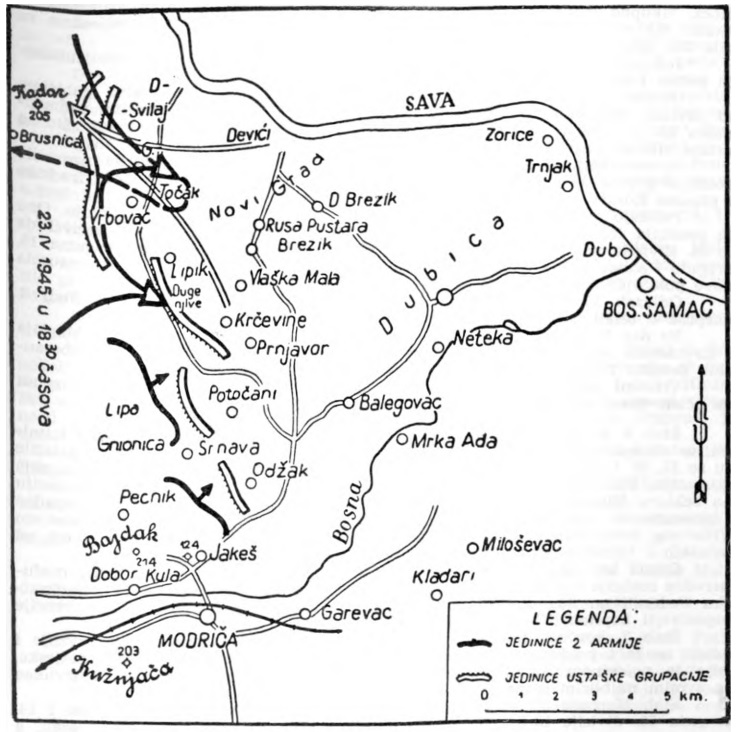
Operación "Vlaška Mala", del 23 al 28 de abril de 1945.
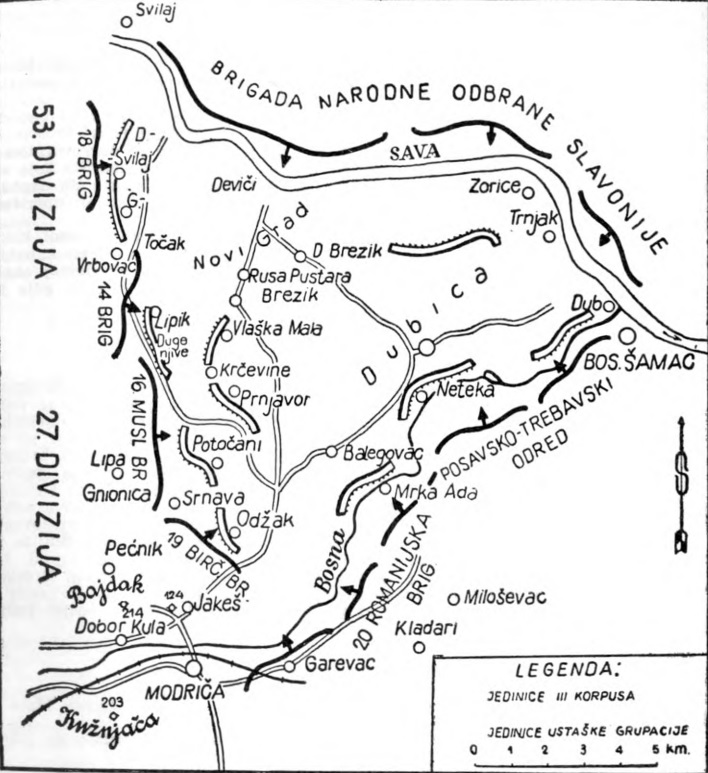
Operación "Vlaška Mala", el 22 de mayo de 1945.
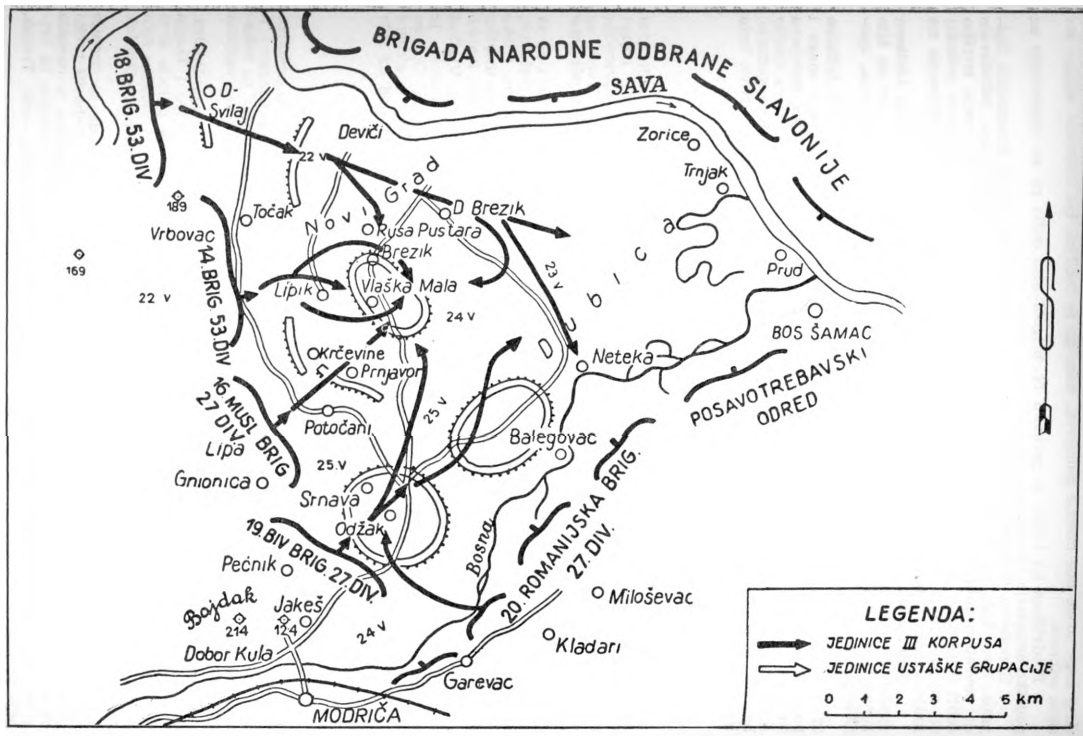
Operación "Vlaška Mala", del 22 al 25 de mayo de 1945.